# MP-133
MP-133 —  российское гладкоствольное ружьё, которое применяется для различных видов охоты, спортивной стрельбы, охраны и самообороны.
Ружьё разработано на базе ружья ИЖ-81 и серийно выпускалось Ижевским механическим заводом с 2000 года.

## Конструкция
Механизм перезаряжания — продольно скользящим цевьём («помповая» перезарядка). Запирание ствола осуществляется качающейся личинкой, расположенной в затворе (клин) и в боевом положении входящей в паз в хвостовике ствола. Нестандартный для помповых ружей ударно-спусковой механизм куркового типа выполнен в виде отделяемого узла, снабжён тройной системой предохранения: от выстрела при не полностью запертом затворе; блокировкой, исключающей непроизвольное отпирание затвора до выстрела; не автоматическим предохранителем, блокирующим спусковой крючок. Ствольная коробка ружья выполнена из алюминиевого сплава, фурнитура (цевьё, ложа) выполнены из дерева либо пластмассы.
Питание патронами производится из подствольного трубчатого магазина, стандартная ёмкость — 4 патрона (ёмкость которого может быть увеличена путём установки удлинителей магазина). Стволы оснащаются сменными чоками.

## Варианты
Ружья MP-133 выпускаются в нескольких различных модификациях и вариантах исполнения:
- со сменными дульными насадками для стрельбы свинцовой и стальной дробью.
- с различными вариантами приклада и цевья:
  - из ореха или бука, с резиновым затылком-амортизатором;
  - из пластмассы, с резиновым затылком-амортизатором;
  - со складывающимся прикладом;
  - с пистолетной рукояткой без приклада.
- MP-133С — служебная модификация ружья для частных охранных структур под патрон 12/76 мм[2]. Имеет сменные дульные насадки для стрельбы свинцовой и стальной дробью.
- MP-133К — модификация MP-133 с отъёмным 5-зарядным коробчатым магазином (с длиной патронника не более 76 мм).

## Страны-эксплуатанты
- Казахстан — сертифицировано в качестве гражданского охотничьего оружия, используется частными охранными структурами[3].
- Россия — сертифицировано в качестве гражданского охотничьего оружия, используется частными охранными структурами[4].